# Johann Caspar Scheuchzer

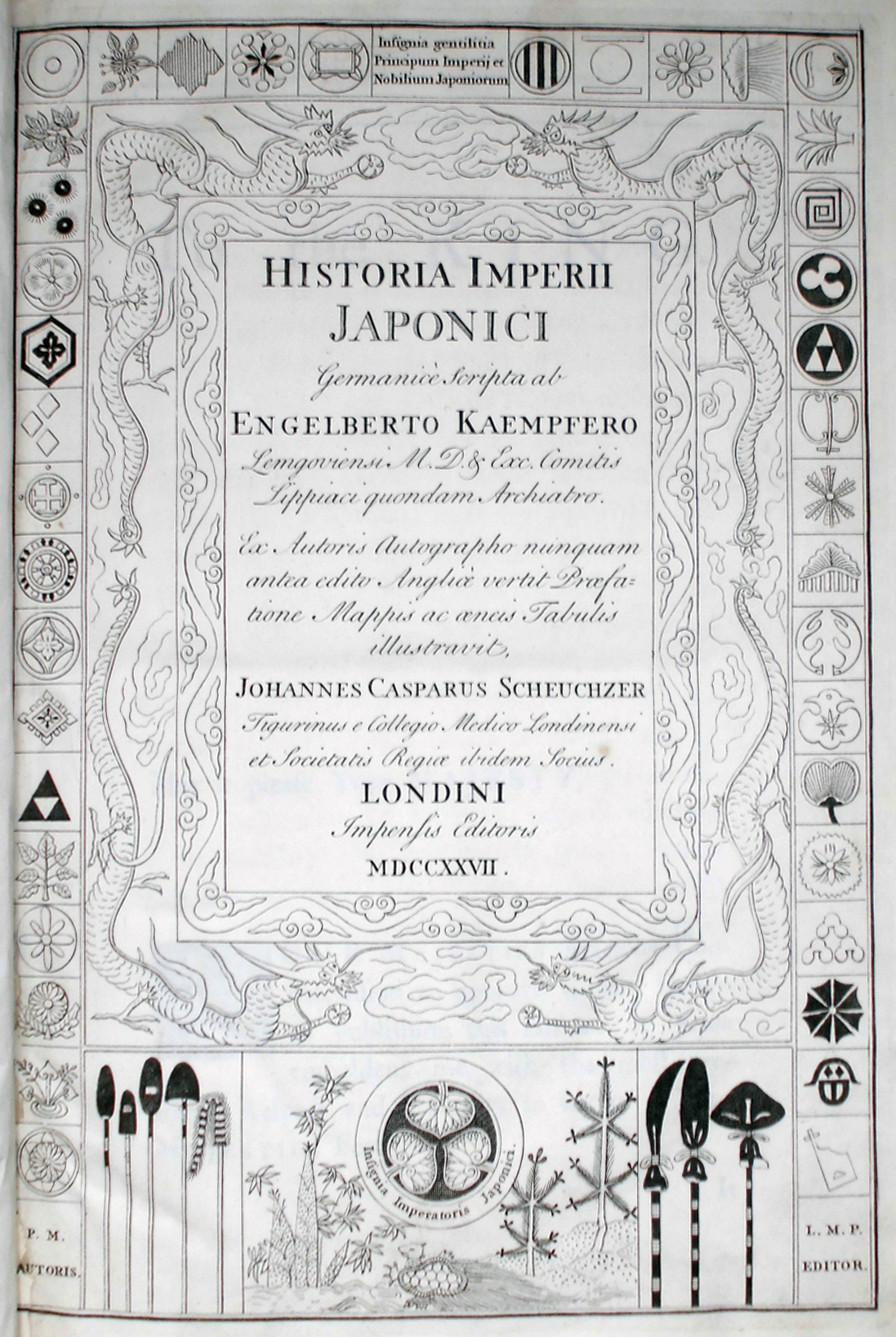
Schmuckblatt der von Scheuchzer herausgegebenen History of Japan, 1727

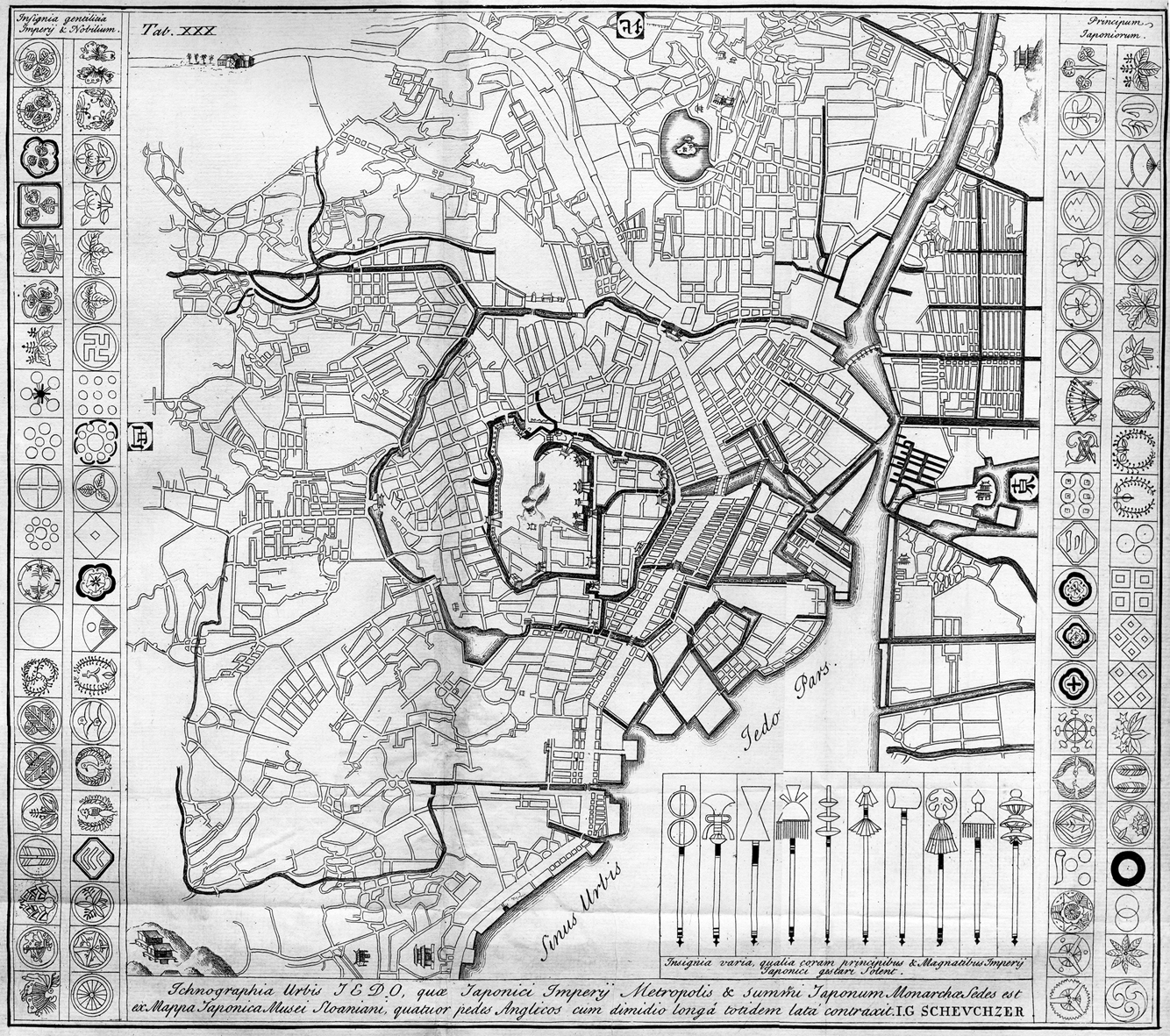
Erster Stadtplan von Edo (Tokyo) in Europa. Von Scheuchzer auf der Grundlage eines japanischen Holzblockdrucks erarbeitet. History of Japan, 1727, Tab XXX

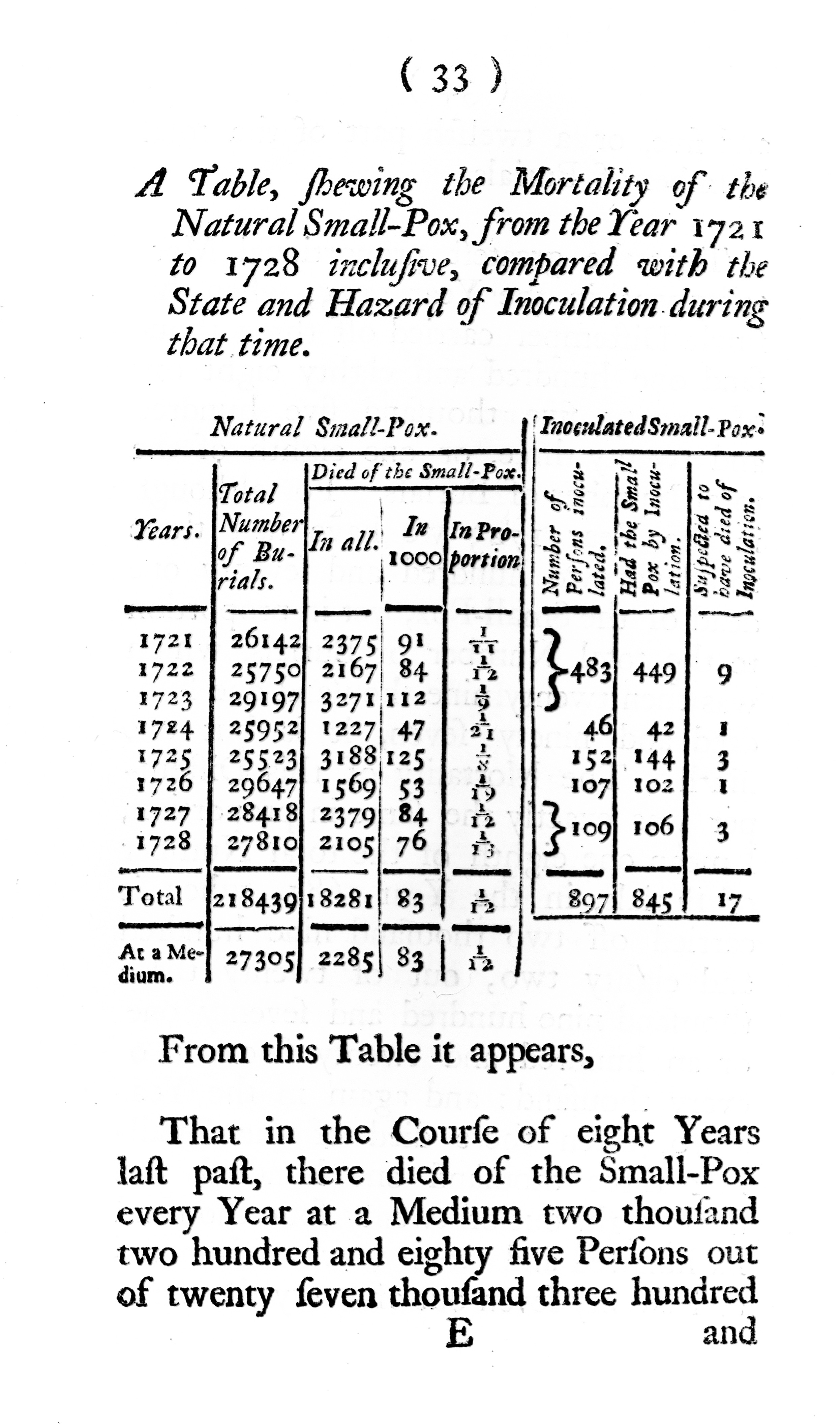
Mortalitätstafel aus Scheuchzers „An account of the success of inoculating the small-pox in Great Britain, for the years 1727 and 1728“ (1729)

Johann Caspar Scheuchzer (* 26. Januar 1702 in Zürich; † 21. April 1729 in London; auch Hans Kaspar oder Jean Gaspard) war ein Schweizer Naturforscher, Arzt und Japankundler.

## Leben
Johann Caspar Scheuchzer, das dritte Kind des Zürcher Universalgelehrten Johann Jakob Scheuchzer (1672–1733) und seiner Ehefrau Susanna, wuchs in einer stimulierenden Umgebung auf. Sein Vater genoss als Physikotheologe, Volksaufklärer, Polyhistor, Naturforscher und Begründer der Wissenschaft von den Alpen weithin ein großes Ansehen. Und ganz in dessen Geist wählte Johann Caspar 1722 die geologische Sintfluttheorie (Diluvianismus) zum Thema seiner Inauguraldissertation.  Danach ging er nach London. Hier kam er zunächst bei dem Arzt und Naturforscher John Woodward (1665–1728) unter, mit dem er sich jedoch bald überwarf. Schließlich nahm ihn der Leibarzt des englischen Königs und Gelehrte Hans Sloane auf und beauftragte ihn mit der Katalogisierung seiner immensen Bibliothek. Dank Sloanes Vermittlung wurde er 1728 in die Royal Society aufgenommen, wo er sich als „Assistant Secretary for Foreign Correspondence“ um Forschungen im Ausland kümmerte, über die er in den Philosophical Transactions Bericht erstattete.  Auch Scheuchzers medizinische Studien, die er – wiederum mit Sloanes tatkräftiger Unterstützung – betrieb, machten gute Fortschritte und wurden in Cambridge durch die Verleihung eines Doktortitels gewürdigt. Bleibende Verdienste erwarb sich Scheuchzer auf diesem Feld besonders durch die Fortsetzung der Studien des Arztes James Jurin (1684–1750) zur Zahl der Todesfälle von geimpften und nicht geimpften Pockenpatienten. Scheuchzers Schrift An account of the success of inoculating the small-pox in Great Britain for the years 1727 and 1728 trug viel zum Erfolg der von Jurin angefangenen quantifizierenden Methode bei.  Zugleich übersetzte und bearbeitete Scheuchzer das von Sloane erworbene Manuskript „Heutiges Japan“ aus dem Nachlass des Pioniers der Japanforschung Engelbert Kaempfer (1651–1716), das 1727 in zwei prächtigen Folio-Bänden erschien und das europäische Japanbild des 18. Jahrhunderts prägen sollte:

„The History of Japan: giving an account of the ancient and present state and government of that empire; of its temples, palaces, castles and other buildings; Of Its Metals, Minerals, Trees, Plants, Animals, Birds and Fishes; Of The Chronology and Succession of the Emperors, Ecclesiastical and Secular; Of The Original Descent, Religions, Customs, and Manufactures of the Natives, and of their Trade and Commerce with the Dutch and Chinese. Together with a Description of the Kingdom of Siam. Written in High-Dutch by Engelbertus Kaempfer, M.D. Physician to the Dutch Embassy to the Emperor’s Court; and translated from his Original Manuscript, never before printed, by J. G. Scheuchzer, F.R.S.  and a Member of the College of Physicians, London. With the Life of the Author, and an Introduction. Illustrated with many Copper Plates. London: Printed for the Translator, MDCCXXVII.“

Ob dieses kräfteraubende Unternehmen zu Scheuchzers Erkrankung beitrug, ist unklar, ebenso die genaue Todesursache. Scheuchzer starb im Frühjahr 1729 in Sloanes Haus und wurde am 24. April im Kirchhof von Chelsea bestattet.

## Scheuchzers Edition der „History of Japan“
Kaempfer hatte ein voluminöses, an vielen Stellen wenig ausgefeiltes und stilistisch verbesserungsbedürftiges Manuskript hinterlassen, dazu eine Reihe von mehr oder minder ausgearbeiteten Skizzen, bei denen nur in wenigen Fällen klar war, ob und wie sie zur Illustration des Textes dienen sollten. Da Scheuchzer mit der Materie nicht vertraut war, musste er sich anhand der reichen Japan-Materialien in Sloanes Bibliothek binnen Kurzem in die Forschungsgeschichte und den aktuellen Wissenstand einarbeiten, den stilistisch wie inhaltlich schwierigen deutschen Text Kaempfers übersetzen und hierzu geeignete Abbildungen auswählen und aufarbeiten. Seine Paraphrasierung beim Übersetzen und diverse Missverständnisse bei der Bearbeitung des Bildmaterials wurden in der jüngeren Forschung scharf kritisiert, doch ungeachtet dieser, teils unvermeidlichen, Schwächen übertraf die Edition Scheuchzers in Inhalt und Qualität alle bis dato gedruckten Japanwerke. Nicht nur die weiteren Übersetzungen ins Französische und Niederländische, auch die von Christian Wilhelm Dohm anhand eines Jahrzehnte später in Lemgo gefundenen zweiten, unvollständigen Manuskriptes publizierte deutsche Ausgabe („Geschichte und Beschreibung von Japan“, 1777–79) folgte bis hin zur Beibehaltung des von Scheuchzer konzipierten Anhangs und seiner „Kupfer und Charten“ den Vorgaben der „History of Japan“.
Nicht übersehen sollte man zugleich, dass Scheuchzer dank seiner Studien in Kaempfers Nachlass und den Sammlungen Sloanes zum ersten Biographen Kaempfers und zum wohl profundesten Japankenner seiner Zeit herangereift war.

## Werke
- Theses de diluvio publico & placido eruditorum examini subjicient Præses Johannes Jacobus Scheuchzerus Med. Doct. Math. Prof. [...] atque Joh. Casparus Scheuchzerus, J.J.F. [...] author et respondens. MDCCXXII [...] Tiguri[7], Ex Typographeo Bodmeriano.
- John Gasper Scheuchzer: An account of the success of inoculating the small-pox in Great Britain, for the years 1727 and 1728. With a comparison between the mortality of the natural small-pox, and the miscarriages in that practice; as also some general remarks onits progress and success, since its first introduction. To which are subjoined, I. An account of the success of inoculation in foreign parts. II. A relation of the like method of giving the small-pox, as it is practised in the kingdoms of Tunis, Tripoli, and Algier. London, J. Peele, 1729.